# تداوليات

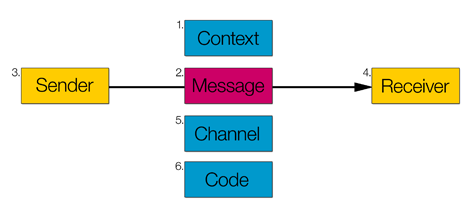

التداوليات أو علم الرموز التواصلي أو علم المقامية أو الذرائعيات (بالإنجليزية: Pragmatics) علم من اللسانيات يهتم بتفسير الفرق والفجوة بين معاني كلمات الكلام الإنساني ومعانى مقصود المتكلم. يعامل الذرائع السياق والمعاني في كلام غير متناول باستعمال علم المعاني—أي، البلاغة العربية. يدرس هذا الفرع مختلف المحددات التي تتعلق بالتداول اللغوي بالنسبة إلى السياق والمقام باعتبارهما شرطين أساسيين في الكيفية التي يحصل بها التواصل وإنتاج الدلالة بين مستعملي اللغة في علاقاتهم التخاطبية تدليلا وتوجيها، حيث أن التواصل اللغوي لا يتم فقط بالاستناد إلى الكفاءة اللغوية، وإنما هناك جملة من الشروط غير اللغوية التي تتدخل في تحديد الأداء اللغوي. فالتداوليات هي المجال الذي يهتم بدراسة أفعال الكلام والاقتضاء والاستلزام التخاطبي، وذلك بالاشتراك مع مجالات فلسفة اللغة ومنطق الحجاج وتحليل الخطاب. ومن أهم رواد التداوليات، هناك لودفيغ فتغنشتاين وجون لانغشاو أستين وأوزفالد ديكرو.

## تعريف
تتباين آراء نقاد الحداثة في تعريف أو تحديد مصطلح «التداولية» فيعرفونها في سنة 1938م أنها «جزء من السيميائية التي تعالج العلاقات بين العلامات ومستعملي هذه العلامات»، ويرى غيره أنها «دراسة استعمال اللغة في الخطاب، شاهدة في ذلك على مقدرتها الخطابية».
وتشتمل على ثلاث عناصر هي:
1. عنصر ذاتي يتمثل في التعبير عن معتقدات المتكلم ومقاصده واهتماماته ورغباته،
2. عنصر موضوعي يتمثل في الوقائع الخارجية ومن ضمنها الظروف الزمانية والمكانية،
3. عنصر يدل على المعرفة المشتركة بين المتكلم والمخاطب.

تفسر هذه العناصر أولا الأقوال المستعملة، ثانيا معرفة المحيط الخارجي الذي تم فيه الخطاب الصادر من المتكلم، وثالثا يكون للغة الخطاب أثرها بين المتحدث والسامع من خلال تراكيب الجمل.
وقد وضع أوستين المفهوم اللغوي لهذا النوع من الخطاب باعتباره عملا لغويا، وقد ميز فيه بين ثلاثة مكونات هي:
1. العمل القولي: أي أن نقول شيئا ما.
2. العمل المتضمن في القول: أي العمل المتحقق (المنجز) نتيجة قولنا شيئا ما.
3. عمل التأثير بالقول: أي العمل المتحقق نتيجة قولنا شيئا ما.

يتم الأول نطقا بالصوت المؤلف لكلمات لها معنى. وفي الثاني يتضمن قولا بالإثبات أو النفي أو التمني إلخ... وفي الثالث ينجز فعل القول، أي خلق حالات الخوف أو الإقناع أو حمل المخاطب بسلوك معين. ورأى جون سيرل من بعده «أن إنجاز هذا العمل يتم من خلال أعمال فرعية:» التلفظ/ الإحالة/ الإثبات فضلا عن التأثير.
أما بول جرايس فقد وضعنا أمام سؤال: «لماذا يقول القائل شيئا وهو يقصد ما يقوله؟ لكنه يريد أن يقول شيئا آخر» وبالمقابل كيف يمكن للسامع «أن يفهم العمل اللغوي غير المباشر في حين أن الجملة التي يسمعها تقول شيئا آخر»؟ من هذه الزاوية ينظر إلى التداولية على أنها تأويل قول المتكلم بعيدا عن المعنى المحدد الذي نطق به، ومن ثم فهم المراد منه.
«التداولية» المقابل العربي الأشهر للمصطلح الإنجليزي (Pragmatics)، ذلك المصطلح الذي يتفق الدارسون على إرجاعه إلى الفيلسوف تشارلز موريس وقد عرفها بوصفها جزء من السيميائية (سيميوطيقا) تعالج العلاقة بين العلامات ومستعملي العلامات.

### تعريف التداولية لغويا
ورد في معجم أساس البلاغة للزمخشري «دول»: دالت له الدولة، ودالت الأيام، وأدال الله بني فلان من عدوهم، جعل الكثرة لهم عليه... وأديل المؤمنون على المشركين يوم بدر، وأديل المشركون على المسلمين يوم أحد... والله يداول الأيام بين الناس مرة لهم ومرة عليهم. وتداولوا الشيء بينهم، والماشي يداول بين قدميه، يراوح بينهما.
وجاء في لسان العرب لابن منظور: تداولنا الأمر، أخذناه بالدول وقالوا دواليك أي مداولة على الأمر، ودالت الأيام أي دارت، والله يداولها بين الناس، وتداولته الأيدي أخذته هذه مرة وهذه مرة، وتداولنا العمل والأمر بيننا، بمعنى تعاورناه فعمل هذا مرة وهذا مرة.
فالملاحظ على معاجم العربية أنها لا تكاد تخرج في دلالاتها للجذر «دول» على معاني: التحول والتبدل والانتقال، سواء من مكان إلى آخر أم من حال إلى آخرى، مما يقتضي وجود أكثر من طرف واحد يشترك في فعل التحول والتغير والتبدل والتناقل وتلك حال اللغة متحولة من حال لدى المتكلم، إلى حال أخرى لدى السامع، ومتنقلة بين الناس، يتداولونها بينهم، ولذلك كان مصطلح «تداولية» أكثر ثبوتا بهذه الدلالة من المصطلحات الأخرى الذارئعية، النفعية، السياقية.
ولعل هذا الثبوت لمصطلح التداولية هو الذي جعل الباحث المغربي طه عبد الرحمان يستحدث مفهوم «المجال التداولي» في ترجمته لمصطلح pragmatique، يقول في توصيفه للفعل«تداول»: تداول الناس كذا بينهم يفيد معنى تناقله الناس وأداروه بينهم ومن المعروف أيضا أن مفهوم النقل والدوران مستعملان في نطاق اللغة الملفوظة كما هما مستعملان في نطاق التجربة المحسوسة، فيقال: «نقل الكلام عن قائليه» بمعنى رواه عنه، ويقال دار على الألسن بمعنى جرى عليها، فالنقل والدوران يدلان في استخدامهما اللغوي على معنى التواصل وفي استخدامهما التجريبي على معنى الحركة بين الفاعلين، فيكون التداول جامعا بين اثنين هما: التواصل والتفاعل.

### تعريف التداولية اصطلاحا
ويحسن التنبية إلى أمرين مهمين قبل الدخول في التعريف بالتداولية، وهما:
الأمر الأول: وجوب التفريق بين المصطلحين «براجماتكس» و«براجماتيزم»؛ لأن الأول يستخدم بكثرة في المجال اللغوي، ويستخدم الثاني بكثرة في مجال الفلسفة والثقافة الأمريكية خصوصا، ويترجم الأول إلى العربية بالتداولية غالبا، ويترجم الثاني بالذرائعية أو النفعية غالبا.
الأمر الثاني: هو كثرة المقابلات التي قدمت بإزاء المصطلح الإنجليزى «براجماتكس»، ترجمة أو تعريبا بالتداولية، والمقاماتية، والمقامية، وعلم المقاصد، والبراجماتية، والبراغماتية.إلخ، لكن المصطلح الأشهر في الاستعمال هو التداولية.
ويوضح محمود نحلة بعض الأسباب التي أدت إلى صعوبة وضع تعريف جامع مانع للتداولية ألا وهي:
1. أن نشأتها لم تكن لغوية محضة، بل كان لفلاسفة اللغة دور ملحوظ في النشأة والتطور.
2. أنها ليست فرعا أو مستوى تحليليا من مستويات التحليل اللغوي.
3. قد لا تنضوي التداولية تحت علم من العلوم التي لها علاقة باللغة على الرغم من تداخلها مع هذه العلوم في بعض الجوانب.

وقد أشار د. عيد بلبع إلى أن كنت باش قام بحصر إحصائي لتعريفات التداولية ومفاهيمها ووجد أنها تدور حول فكرة الاستعمال التي ترددت في أكثر التعريفات.
كما ذكر د. نعمان بوفرة عدة تعريفات للتداولية قدمها علماء عديدون تدور كلها حول الاستعمال والتلفظ وشروط الصحة، والالتفات إلى الجانب التواصلي للغة واستعمالها في الخطاب.
ويمكن هنا عرض بعض تعريفات التداولية التي وردت عند العلماء والدارسين على النحو التالي:
1. هي دراسة الأسس التي نستطيع بها أن نعرف لم تكون مجموعة من الجمل شاذة تداوليا أو تعد في الكلام المحال كأن يقال مثلا: أرسطو يوناني لكنى لا أعتقد ذلك. وعلى الرغم من أن إيضاح الشذوذ في هذه الجمل قد يكون سبيلا جيدا للوصول إلى نوع من الأسس التي تقوم عليها التداولية فهو لا يعد تعريفا شاملا لكل مجالاتها.
2. هي دراسة كل جوانب المعنى التي تهملها النظريات الدلالية، فإذا اقتصر علم الدلالة على دراسة الأقوال التي تنطبق شروط الصدق فإن التداولية تعنى بما وراء ذلك مما لا تنطبق عليه هذه الشروط.
3. هي دراسة اللغة في الاستعمال أو في التواصل؛ لأنها تشير إلى أن المعنى ليس شيئا متصلا في الكلمات وحدها، ولا يرتبط بالمتكلم وحده، ولا المتلقي وحده فصناعة المعنى تتمثل في تداول اللغة بين المتكلم والمتلقي في سياق محدد (مادي، واجتماعي، ولغوي) وصولا إلى المعنى الكامن في كلام ما.
4. هي دراسة جوانب السياق تشفر شكليا في تراكيب اللغة، وهي عندئذ جزء من مقدرة المستعمل.
5. هي العلم الذي يعنى بالشروط اللازمة لكى تكون الأقوال اللغوية مقبولة وناجحة وملائمة في الموقف التواصلي الذي يتحدث فيه المتكلم.
6. هي دراسة السياقات المختلفة والوسائل المستخدمة لغويا للتعبير عن عمل معين.
7. هي مجال استعمال اللغة في التواصل والمعرفة.
8. مذهب لسانى يدرس علاقة النشاط اللغوي بمستعمليه، وطرق وكيفيات استخدام العلامات اللغوية بنجاح، والسياقات والطبقات المقامية المختلفة التي ينجز ضمنها الخطاب، والبحث عن العوامل التي تجعل من الخطاب رسالة تواصلية واضحة والبحث في أسباب الفشل في التواصل باللغات إلخ..

نخلص مما سبق أن التداولية هي «دراسة اللغة في الاستعمال أو التواصل».

### وظائف اللغة وعلاقتها بفهم التداولية
لكي يتم فهم التداولية علينا النظر بإمعان إلى وظائف اللغة الستة للتواصل اللفظي الفعال كما اعتمدها رومان ياكوبسون. فكل لفظ يتوافق مع وظيفة الاتصال (لا يتم عرضه في هذه الصورة).
وصف رومان جاكوبسون ستة «عوامل تأسيسية» لحدث الكلام، كل منها يمثل امتياز وظيفة مقابلة، وواحد منها فقط هو المرجع (الذي يتوافق مع هدف سياق الخطاب). فكل من العوامل التأسيسية الستة والوظائف المقابلة لها موضحة بشكل تفصيلي أدناه.
العوامل الستة المكونة لحدث الكلام:
1. سياق الكلام
2. رسالة
3. Addresser --------------------- المرسل
4. الإتصال
5. الشفرة

الوظائف الست للغة:
1. مرجعي
2. شاعري
3. نفعالي ----------------------- 4-اعتزامي
4. Phatic استهلاكي (وهو مايتعلق بالعبارات اليومية المستهلكة مثل إلقاء التحايا وغيرها).
5. metalingual رمزي (عبارات رمزية تفيد معاني أعمق مثل قولك أكون أو لا أكون للإشارة إلى اليأس).

تتوافق الوظيفة المرجعية مع عامل السياق في وصف حالة ذهنية معينة. يمكن أن تتكون العبارات الوصفية للدالة المرجعية من مزيج من الأوصاف الواضحة والكلمات المخادعة، على سبيل المثال «أوراق الخريف سقطت جميعها الآن.» فكأن المتحدث هنا يشير إلى سقوط أوراق الخريف بشكل واضح وهو تعبير يصف واقع الحال بينما يشير أيضا إلى معنى مبطن آخر قد لا يفهمه الآخرون.
تتعلق الدالة التعبيرية (التي يطلق عليها أحياناً «العاطفية» أو «المؤثرة») بالمتحدث وأفضل مثال على ذلك بعض التدخلات والتغييرات الصوتية الأخرى التي لا تغير المعنى الرمزي للكلمة ولكنها تضيف معلومات حول الحالة الشعورية أو الداخلية للعنصر (المتحدث)، على سبيل المثال «ياإلهي، يا لها من وجهة نظر!»
تعمل الدالة Conative على تشغيل المرسل إليه مباشرةً من خلال إعطاء بعض التوجيهات أو الأوامر، على سبيل المثال «آدم! تعال إلى الداخل وتناول الطعام!»
تركز الوظيفة الشعرية على «الرسالة من أجل مصلحتها الخاصة» [16] وهي وظيفة المنطوق في الشعر وكذلك الشعارات.
بينما اللغة الإستهلاكية Phatic هي لغة من أجل التفاعل وبالتالي فهي مرتبطة بعامل الاتصال. يمكن ملاحظة وظيفة Phatic في التحيات والمناقشات غير الرسمية للطقس، خاصة مع الغرباء.
وظيفة الرمزية Metalingual (التي يطلق عليها بدلاً من ذلك الرمزية اللغوية "metalinguistic" أو الانعكاسية "reflexive") هي عبارة عن استخدام اللغة (أو ما يطلق عليه Jakobson بالشفرة) بطريقة تصف فيها اللغة نفسها.

## نشأة التداولية وأهميتها وأهدافها في البحث اللغوي

### نشأة التداولية
يعود استعمال مصطلح التداولية إلى الفيلسوف تشارلز موريس انطلاقا من عنايته بتحديد الإطار العام لعلم العلامات، أو السيمائية من خلال تمييزه بين ثلاثة فروع، وهي:
1. الفرع الأول النحو أو التركيب (Syntax): وهو دراسة العلاقة الشكلية بين العلامات بعضها البعض.
2. الفرع الثاني الدلالة (Semantics): وهي دراسة علاقة العلامات بالأشياء التي تؤول إليها هذه العلامات.
3. الفرع الثالث التداولية (Pragmatics): وهي دراسة علاقة العلامات بالأشياء بمستعمليها وبمؤوليها.

ويمكن القول إن مبتدع التداولية المفترض هو تشارلز بيرس إلا أن تلميذه تشارلز موريس هو الذي أدخلها ضمن إطار نظري يعنى فيه هذا المصطلح «العلاقة بين العلامات ومستعمليها».
أما عن نشأة التداولية وظهورها في الفكر اللساني الغربي الحديث بحيث أصبحت تيارا موازيا لتيار البنيوية وتيار التوليدية التحولية، فقد اتفق الدارسون على أن التداولية لتصبح مجالا يعتد به في الدرس اللغوي المعاصر إلا في العقد السابع من القرن العشرين بعد أن قام على تطويرها ثلاثة من فلاسفة اللغة المنتمين إلى التراث الفلسفي لجامعة أكسفورد؛ هم: أوستن، وسيرل، وجرايس، وكانوا جميعا مهتمين بطريقة توصيل معنى اللغة الإنسانية الطبيعية من خلال إبلاغ متكلم رسالة إلى متلقي يفسرها. وكان هذا من صميم التداولية.
ويمكن إرجاع نشأة التداولية –بمفهومها اللغوي– إلى سنة 1955 عندما ألقى جون أوستن محاضراته في جامعة (هارفارد) ولم يكن يفكر في تأسيس اختصاص فلسفي للسانيات، فقد كان هدفه تأسيس اختصاص فلسفي جديد هو فلسفة اللغة.
يستنتج مما سبق أن التداولية –بوصفها منهجا يهتم بدراسة اللغة في الاستعمال ويكشف عن معنى المتكلم ومقاصده في السياق المحدد– اشترك في تأسيسه في العصر الحديث تياران رئيسيان هما: تيار تشارلز موريس، وتيار مدرسة أكسفورد. ولقد أفاد تشارلز موريس في التأسيس للتداولية من خلال «سيمائية ثلاثية الأبعاد». الأسباب التي أدت إلى ظهور التداولية وتطورها وازدهارها:
1. أسباب داخلية.
2. أسباب خارجية.

أولا: الأسباب الداخلية:
1. اللسانيات التوليدية التحويلية التي لاحظت وجود ظواهر تركيبية ظاهرية يستحيل تفسيرها دون مراعاة السياق.
2. أن النحو لا ينبغى تفسيره، أو صياغة قواعده على أساس الحدس اللغوي بل على أساس ملاحظة الاستعمال الحقيقي للغة محل الدراسة.
3. إقصاء «الدلالة» من البحث اللساني في التيارات البنيوية وخصوصا الأمريكية.

ثانيا: الأسباب الخارجية:
1. ازدهار بعض العلوم والميادين المعرفية التي ترتبط باللغة كالمعالجة الآلية للغة في التوثيق والترجمة الآلية.
2. الحاجة الشديدة إلى استثمار منجزات اللسانيات في علوم مختلفة كالشعرية والبلاغة والأسلوبية.
3. الحاجة إلى البعدين الدلالي والتداولي إلى جانب البعد النحوي التركيبي ومنها: الحاجة إلى اتباع التوصيات العلمية العامة التي تطلب إنجاز الدراسات التكاملية، وترفض اختزالية الاتجاهات البنيوية والتوليدية.

### أهمية التداولية
1. معالجة أوجه القصور التي عانت منها البنيوية والتوليدية.
2. تنقل الاهتمام من اللغة المجردة إلى اللغة المستعملة من قبل المتكلم، ليتحول الدرس اللساني إلى درس للإنجاز اللغوي.
3. التأكيد على ارتباط المتكلم بالسياق الخارجي ارتباطا وثيقا مؤثرا في تحديد المعنى الذي يقصده المتكلم.

4 رد على المنهج البنيوي.

### أهداف التداولية
1. دراسة استعمال اللغة.
2. شرح كيفية جريان العمليات الاستدلالية في معالجة المنطوقات.
3. شرح أسباب فشل المعالجة اللسانية البنيوية في معالجة المنطوقات.
4. بيان أسباب أفضلية التواصل الغير المباشر وغير الحرفي على التواصل الحرفي المباشر.

## مجالات البحث التداولي
نظرا لظروف نشاة التداولية، واهتمامها بالمعنى المراد في داخل السياق بين متكلم بعينه ومتلقي بعينه، ونظرا لترتيب البحث التداولي بعد البحث التركيبي والبحث الدلالي، نلاحظ اتساع مجالات البحث في التداولية، فالتداولية تعرض للمعنى الاستعمالي، وهذا يتضمن دراسة المنطوق اللغوي، وبعد ذلك دراسة المتكلم وكل ما يتصل به، وما هدفه أو قصده، ثم المتلقي وعلاقته بالمتكلم، ومعرفة العناصر الآخرى التي تؤثر في فهم المعنى، فقام الباحثون بالتأكيد على أن البحث التداولي يقوم على أربعة جوانب هي:
1. الإشاريات (Deixis).
2. الافتراض السابق (Presupposition).
3. الاستلزام الحواري (Conversational implicature).
4. الأفعال الكلامية (Speech acts).

### الإشاريات Deixis
يوجد في كل اللغات كلمات وتعبيرات تعتمد اعتمادا تاما على السياق الذي تستخدم فيه، ولا يستطاع إنتاجها أو تفسيرها بمعزل عنه، فإذا قرأت الجملة الآتية مقتطعة من سياقها (سوف يقومون بهذا العمل غدا) وجدتها شديدة الغموض؛ لأنها تحتوي على عدد من العناصر الإشارية التي تعتمد تفسيرها اعتمادا تاما على السياق الذي قيلت فيه، ومعرفة المرجع الذي تحيل إليه، ومن هذه العناصر: واو الجماعة، واسم الإشارة (هذا) وظرف الزمان (غدا)، ولا يتضح معنى هذه الجملة إلا إذا عرفنا ما تشير إليه.
وأيضا قد تسمى المعينات، وهي تعبيرات تحيل إلى مكونات السياق الاتصالي، وهي المتكلم والمتلقي وزمن المنطوق ومكانه.إلخ. وتنقسم الإشارية إلى:
1. الإشاريات الشخصية Personal Deixis.
2. الإشاريات الزمني Temporal Deixis.
3. الإشاريات المكانية Spatial Deixis.
4. الإشاريات الاجتماعية Social Deixis.

#### الإشاريات الشخصية Personal Deixis
أوضح العناصر الإشارية الدالة على الشخص هي الضمائر المتكلم أنا ونحن، وضمائر المخاطب مفردا ومؤنثا، وضمائر الغيبة مفردا أو مثنى أو جمعا مذكرا أو مؤنثا.
وقد ينشأ نوع من اللبس في استخدام الضمائر إذا تعددت مراجعها، أو تبادل كل من المتكلم والمخاطب أدوار الكلام فأصبح المتكلم مخاطبا والمخاطب متكلما، أو نقل متكلم كلاما لمتكلم آخر، كأن يقول رجل: قال زيد أنا قادم الليلة/ هو قادم الليلة، فلا يدري من (أنا) أهو زيد أم غيره.

#### الإشاريات الزمنية Temporal Deixis
وهي كلمات تدل على زمان يحدده السياق بقياس إلى زمان المتكلم، فزمان المتكلم هو مركز الإشارة الزمنية في الكلام، فإذا لم يعرف زمان المتكلم أو مركز الإشارة الزمنية التبس الأمر، فإذا قلت مثلا «نلتقي الساعة العاشرة» نجد أن زمان التكلم وسياقه يحددان المقصود بالساعة العاشرة صباحا أم مساء اليوم أو غدا.

#### الإشاريات المكانية Spatial Deixis
وهي عناصر تشير إلى أماكن يعتمد استعمالها وتفسيرها على معرفة مكان المتكلم ووقت التكلم، أو على مكان آخر معروف للمخاطب أو السامع، ويكون لتحديد المكان أثره في اختيار العناصر التي تشير إليه قربا أو بعدا، ويستحيل على الناطقين باللغة أن يفسروا كلمات مثل هنا وهناك، وهذا وذاك ونحوها إلا إذا وقفوا على ما تشير إليه بالقياس إلى مركز الإشارة إلى الكلام، فهي تعتمد على السياق المادي المباشر الذي قيلت فيه.

##### الإشاريات المكنية في اللغة الإنجليزية
| للإشارة إلى الشيء القريب من المتكلم | This |
| للإشارة إلى الشيء البعيد من المتكلم | That |

##### الإشاريات المكنية في اللغة الكورية
| للإشارة إلى الشيء القريب من المتكلم                      | (이(ee  |
| للإشارة إلى الشيء البعيد عن المتكلم ولكن قريب من المخاطب | (그(geu |
| للإشارة إلى الشيء البعيد عن المتكلم والمخاطب             | (저(djo |

وقد يكون لما يسمى التقابل الإشاري أثر حاسم في فهم بعض الأفعال مثل يأتي ويذهب في اللغة العربية والإنجليزية والكورية. فنجد أن هذه الأفعال:
| هذه الأفعال تتضمن حركة من المتكلم نحو غيره. | يذهب / (to go/ 가다(ga-da |
| هذه الأفعال تتضمن حركة نحو المتكلم.         | يأتي/ (to come/ 오다(o-da |

#### الإشاريات الاجتماعية Social Deixis
وهي ألفاظ أو عبارات تشير إلى العلاقة الاجتماعية بين المتكلمين والمخاطبين من حيث هي علاقة رسمية formal، أو غير رسمية informal، أو علاقة حميمة intimacy أو غير حميمة non-intimacy أو غير ذلك من مستويات العلاقة.
والعلاقة الرسمية يدخل فيها صيغ التبجيل (honorific forms) في مخاطبة من هم أكبر سنا ومقاما من المتكلم كاستخدام vous في اللغة الفرنسية للمفرد المخاطب تبجيلا له، أو مراعاة للمسافة الاجتماعية، أو حفظا للحوار في إطار رسمي. أما الاستعمالات غير الرسمية والحميمة فتتخلص من هذه القيود جميعا.

##### الاشارات الاجتماعية في اللغة العربية تشمل صيغ
1. الألقاب مثل فخامة الرئيس، الأمام الأكبر، جلالة الملك، سمو الأمير، فضيلة الشيخ،
2. السيد، السيدة، الآنسة،
3. حضرتك، سيادتك، سعادتك، جنابك،
4. معالي الباشا، هانم.

##### الاشارات الاجتماعية في اللغة الكورية
نجد أن الإشارات الاجتماعية في اللغة الكورية كثيرة ومتأصلة في المجتمع فنجد سبع مستويات للكلام ويختلف استخدامهم وفقا للعلاقة بين المتحدث والمخاطب. ويسمى الاحترام في اللغة الكورية (높임말nop-im-mal أو (존댓말djon-deat-mal) وفي مقابلة صيغ عدم التبجيل أو صيغ التقليل الذي تسمى (반말 ban-mal وتستخدم صيغ عدم التبجيل بين الأصدقاء وبين المتحدث والمخاطب إذا كان بينهم علاقة حميمة. ويستخدم الكوريون الألقاب فيستخدموا (씨 shi) أو (선생님son-seng-nim) بعد اسم الشخص كثيرا.
ويستخدم الكوريون النهايات (ㅂ니다 m-ni-da/ 습니다seum-ni-da) مع الأفعال في المواقف الرسمية أما في المواقف الغير الرسمية يستخدمون النهايات مع الأفعال (아요a-yo/어요o-yo/여요yo-yo)
ومن أشهر الأمثلة هي التحية الكورية فنجد أن:
| تستخدم في المواقف الرسمية الإشاريات المكانية                                                  | (안녕하십니까? (Ann-yeong-ha-shim-ni-gga |
| تستخدم في المواقف الغير الرسمية ولكن مع من هو أعلى مقاما أو أكبر سنا                          | 안녕하세요?(Ann-yeongha-seah-yo)         |
| تستخدم في المواقف الغير الرسمية بين الأصدقاء وبين المتحدث والمخاطب إذا كان بينهم علاقة حميمة. | (안녕(Ann-yeong                          |

### الافتراض السابق Presupposition
يعنى الافتراض السابق بالمعلومات المشتركة بين المتكلم والمتلقي، أي يوجه المتكلم حديثه إلى السامع على أساس مما يفترض سلفا انه معلوم له، فإذا قال رجل لرجل آخر (أغلق النافذة)، فالمفترض سلفا أن النافذة مفتوحة، وأن هناك مبررا يدعو إلى إغلاقها، وأن المخاطب قادر على إغلاقها، وأن المتكلم في منزلة الآمر، وكل ذلك موصول بسياق الحال وعلاقة المتكلم بالمخاطب؛ وتتضح أهمية الافتراض السابق في تأسيس المتكلم حديثه وتواصله مع المتلقي على أساس المعلومات السابقة المشتركة بينهما.

### الاستلزام الحواري Conversational implicature
يرجع البحث في هذا المجال إلى الفيلسوف «جرايس» أن الناس في حوارتهم:
1. قد يقولون ما يقصدون،
2. قد يقصدون أكثر مما يقولون،
3. قد يقصدون عكس ما يقولون.

فحاول إيضاح الاختلاف بين ما يقال وما يقصد، فما يقال هو ما تعنيه الكلمات والعبارات بقيمها اللفظية الظاهرة، وما يقصد هو ما يريد المتكلم أن يبلغه إلى السامع على نحو غير مباشر، اعتمادا على أن السامع قادر على أن يصل إلى مراد المتكلم بما يتاح له من أعراف الاستعمال ووسائل الاستدلال فحاول إقامة معبرا بين المعنى الصريح explicit meaning والمععنى المتضمن inexplicit meaning ومن هنا نشأت فكرة الاستلزام implicature.
ورأى جرايس أن من أهم مبادئ لحل مشكلة سوء التفاهم الذي تنشأ بين الناس مبدأ التعاون ومبدأ التأدب في الكلام.

#### مبدأ التعاون cooperative principle
يعد من أهم المبادئ التي تهتم به التداولية لأنه مهم في إنجاح المحادثة، أي أن المتحادثين يتعاونون لاستمرار الحديث من خلال المساهمة والمشاركة في الحدث الكلامي المتواصل.
وهو أن تجعل اسهامك في التخاطب بحسب الحاجة؛ أي يقع في الحال التي ينبغي أن يقع فيها، وفقا للغرض المقبول، ووفقا لاتجاه المبادلة الكلامية. ومبدأ (التعاون) يتجسد في أربعة مبادئ فرعية هم:
1. مبدأ الكم Principle of quantity: هو أن تجعل إسهامك في الحوار بالقدر المطلوب دون أن تزيد عليه أو تنقص منه.
2. مبدأ الكيف Principle of quality: هو ألا تقل ما تعتقد أنه غير صحيح، ولا تقل ما ليس عندك دليل عنه.
3. مبدأ المناسبة/ العلاقة Principle of relevance/ relation: هو أن تجعل كلامك ذا علاقة مناسبة بالموضوع؛ ولهذا المبدأ مظهران وهما أن اسهامك يرتبط بمحور بعينه ويكون لهدف بعينه.
4. مبدأ الطريقةPrinciple of manner: هو أن تكن واضحا ومحددا؛ فتجنب الغموض واللبس، وأوجز، ورتب كلامك.

ولكن الملاحظ أن الناس كثير ما يخالفون هذا المبدأ، فرأى كثير من الباحثين أن مبدأ التعاون تعبير عن فردوس الفلاسفة وإنه لا يمت إلى الواقع بصلة، وهذا الانتهاك للمبادئ هو الذي أدى إلى الاستلزام الحواري.

#### مبدأ التأدب في الكلام
وهذا المبدأ لا يقل أهمية عن مبدأ التعاون، يفرض على المتحدثين أن يحترم بعضهم بعضا في الكلام كأن يحاول شخص الأعتذار أو تهوين تبليغ خبر أو مؤلم أو مزعج.
ويختلف مبدأ التأدب في الكلام من بلد لبلد ومن حضارة لحضارة أخرى؛ فنجد مثلا اختلاف طرق «الاعتذار» بين البلاد العربية وكوريا؛ فيبدأ الكوريون بالاعتذار مباشرة ثم قول الأسباب ولكن الاعتذار عند العرب غير مباشر، فيبدأ العرب بقول الأسباب ثم الاعتذار، وأحيانا قد يؤدي هذا الاختلاف بين الثقافات والحضارات إلى سوء التفاهم بين الشعوب.

### الأفعال الكلامية Speech acts
«الفعل الكلامي» هو كل ملفوظ ينهض على نظام شكلي دلالي إنجازي تأثيري، ويعد نشاطا ماديا نحويا يتوسل أفعال قولية locutionary act لتحقيق أغراض إنجازية كالطلب والأمر والوعد والوعيد، وغايات تأثيرية illocutionary act تخص ردود فعل المتلقي كالرفض والقبول، ومن ثم فهو فعل تأثيريا أي يكون ذا تأثير في المخاطب اجتماعيا أو مؤسساتيا، ومن ثم إنجاز شيئا ما.
وقد توصل أوستن إلى تقسيم «الفعل الكلامي الكامل» إلى ثلاثة أفعال فرعية:
1. فعل القول/ الفعل اللغوي/ الفعل اللفظي Locutionary act: هو يتألف من أصوات لغوية تنتظم في تركيب نحوي صحيح ينتج عنه معنى محدد، وهو المعنى الأصلي.
2. الفعل الإنجازي/ الفعل المتضمن في القول Illocutionary act: هو ما يؤديه الفعل اللفظي من معنى إضافي يكمن خلف المعنى الأصلي (أي ينجز الأشياء والأفعال الاجتماعية بالكلمات).
3. الفعل التأثيري/ الفعل الناتج عن القول Perlocutionary act: هو الأثر الذي يحدثه الفعل الإنجازي في السامع.

ورأى أوستن ان الفعل اللفظي لا ينعقد الكلام إلا به، والفعل التأثيري لا يلازم الأفعال جميعا فمنها ما لا تأثير له في السامع، فوجه اهتمامه إلى الفعل الإنجازي ونشا النظرية الإنجازية.
وقدم أوستن تصنيفا للأفعال الكلامية على أساس قوتها الإنجازية illocutionary force إلى خمسة أصناف:
1. أفعال الأحكام: وهي تتمثل في حكم يصدره قاض أو حكم.
2. أفعال القرارات: تتمثل في إتخاذ قرار بعينه كالحرمان أو الطرد.
3. أفعال التعهد: تتمثل في تعهد المتكلم بفعل شئ مثل الوعد أو القسم أو الضمان.
4. أفعال السلوك: وهي رد فعل لحدث ما كالاعتذار أو الشكر أو المواساة.
5. أفعال الإيضاح: وتستخدم لإيضاح وجهة النظر أو بيان الرأي مثل الاعتراف أو الموافقة أو التشكيك.

ونجد أن ما قدمه أوستن لم يكن كافيا لوضع نظرية متكاملة للافعال الكلامية، فجاء سيرل وطور هذه النظرية على أساس «الأفعال الإنجازية» و«القوة الإنجازية» كما يلي:
1. نص على أن الفعل الإنجازي هو الوحدة الصغرى للاتصال اللغوي، وأن للقوة الإنجازية دليل يسمى «دليل القوة الانجازية»، يبين لنا نوع الفعل الإنجازي الذي يؤديه المتكلم بنطقه للجملة.
2. الفعل الكلامي لا يقتصر على مراد المتكلم فقط، ولكنه مرتبط بالعرف اللغوي والاجتماعي.
3. جعل سيرل شروط الملائمة أربعة وهم:

- الشرط المحتوى القضوي: يتحقق في فعل الوعد.
- الشرط التمهيدي: يتحقق إذا كان المتكلم قادر على إنجاز الفعل.
- الشرط الإخلاص: يتحقق حين يكون المتكلم مخص في أداء الفعل، فلا يقول غير ما يعتقد، ولا يزعم إنه قادر على فعل ما لا يستطيع.
- الشرط الأساسي: يتحقق حين يحاول المتكلم التأثير في السامع لينجز الفعل.

ثم قدم سيرل تصنيفا بديلا لما قدمه أوسطن للأفعال الكلامية يقوم على أساس ثلاثة أسس منهجية هي:
1. الغرض الإنجازي Illocutionary point.
2. اتجاه المطابقة direction of fit.
3. شرط الإخلاص sincerity condition.

ثم جعلها خمسة أصناف:
- الاخباريات informative
- التوجيهات directive
- الالتزاميات assertive
- التعبيرات expressive
- الإعلانيات declarative

وأخيرا استطاع سيرل أن يميز بين الأفعال الإنجازية المباشرة وهي التي تطابق قوتها الإنجازية مراد المتكلم، والأفعال الإنجازية الغير المباشرة وهي التي تخالف فيها مراد المتكلم.
وبهذا طور سيرل نظرية أوستن للأفعال الكلامية على أساس الأفعال الإنجازية، وبهذا لا تكون اللغة مجرد أداة للتواصل كما تتصورها المدارس الوظيفية أو رموز للتعبير عن الفكر، وإنما هي أداة لتغيير العالم وصنع احداثه والتغيير فيه.

## الاتصال والتداولية
التداولية من مكونات النظرية السيميائية الجوهرية التي تدرس العلاقات بين العلامات ومستخدميها. ويشير فان دايك إلى أن التداولية، ينبغي لها أن تخصص للمجال العملي أو الإجرائي الذي يقوم على قوانين اللغة وما يكون لها من آثار في إنتاج المنطوقات وتفسيرها، وهي بوجه خاص لا بد أن تسهم في تحليل الشروط التي تجعل المنطوقات مقبولة في موقف بعينه عند متكلمي اللغة. استمدت التداولية في جوهرها من فلسفة اللغة، لاسيما نظرية أفعال الكلام، واستمدت من تحليل المخاطبات ومن الاختلافات الثقافية في التفاعل اللغوي على الشكل الذي تراه العلوم الاجتماعية.
ووفقا لذلك فأننا ندرس تداولية الإتصال من أربعة جوانب:
1. التداولية وقوانين التفاعل.
2. التداولية وقوانين التفسير.
3. التداولية والمقصدية.
4. التداولية والموقفية.

### التداولية وقوانين التفاعل
إذا كانت اللغة نظاما، أي طائفة من العناصر التي يشغل كل عنصر منها وظيفة الإسهام في تشغيل الكل، فإن السلوك الإتصالي communication behavior يحدد النظر إلى اللغة بأنها نظام تفاعلي ما ملاحظة الارتباط بين مستوياتها، وبين العوامل المعرفية والموقفية والثقافية. وقوانين التفاعل rules of interaction هي مجموعة كامنة من القوانين غير اللغوية التي تحكم زمن وقوع الكلام، وكيفية وقوعه ومدى تكراره لدى جماعة معينة وهي تختلف باختلاف المجتمعات.
وللتفاعل معايير تحكم المسافة الفيزيقية بين المشاركين في واقعية كلامية بعينها وخاصة في المحادثة؛ ومثال ذلك يلاحظ أن العرب وشعوب آخرى في حوض البحر الأبيض المتوسط وشعوب أمريكا اللاتينية يفضلون التفاعلات التي تقع عن قرب في المسافة، بينما يفضل الناس في شمال أوروبا الاحتفاظ بالمسافة فيما بينهم. هكذا تحكم قوانين التفاعل النشاط الاتصالي وتوجهه، وعندما تنكسر قوانين التفاعل ينتج الارتباك أو الحيرة، ولذلك يجب على قوانين التفاعل.

### التداولية وقوانين التفسير
تمتلك الجماعات الكلامية قوانين متفردة لتفسير الرسائل سواء اللفظية أو غير اللفظية، وقد كانت قوانين التفسير rules of interpretation من مكونات الكلام الجوهرية، فتختلف بين الأفراد من جماعات كلامية مختلفة، كما أنها تتبع نظم المعتقد في جماعة بعينها، وتختلف من ثقافة إلى أخرى وقد تختلف داخل المجتمع الواحد إذا كان من المجتمعات المتعددة الأشكال، ولا شك أن الوعي بتلك الاختلافات والحاجة إلى الفهم أمور هامة في الاتصال بين الثقافات.

### التداولية والمقصدية
كان من أهم مجالات العمل في علم اللغة النصي، التمييز بين العوامل النصية الخارجة عن النص والعوامل النصية الداخلية، وقد بحثت العوامل الخارجة عن النص في إطار الإتصال النصي، وفي إطار تداولية النص، وأن هناك دائما دوافع وإستراتيجيات تمنع إنشاء النص والانتفاع به، فيجب معرفة هذه الدوافع والإستراتيجيات. ويبين سوونسكي أن تداولية النص قد عنيت ببحث عوامل التحقيق النصي الخارجة عن النص بالدرجة التي تعيين بها هذه العوامل إنجاز النص وصيغته ومقصده.
كان دوبو جراند ودرسلر قد حددا معايير سبعة للنصية textuality، جعل منها القصدية intentionality، التي تدخل مع الموقفية situationality، في مجال اختصاص تداولية النص. وبالرغم من أن السبك cohesion والحبك coherence من أوضح معايير النصية التي نعتبرهما معا يشيران إلى كيفية تكيف العناصر المكونة للنص بعضها مع بعض لصنع المعنى غير أن أفكارنا عن السبك والحبك لا تبدو نافعة في دراسة النص إلا إذا تعاملت مع كيفية قيام الصلات والعلاقات بين المتواليات الإتصالية، إن السبك والحبك لا يمكن لهما أن يقدما فواصل مطلفا بين النصوص واللا نصوص في الإتصال الفعلي، وأن التركيب اللغوي ينبغي أن يقصد إلى أن يكون نصا مقبولا حتى يصير نافعا في التفاعل الإتصالي.
ويتضمن مبدأ المقصدية مقاصد منتج النص، ويستطيع منتج النص بحسب الحاجة أن يقلل الحبك عن عمد لعمل تأثير خاص، إذا المقصدية هي جميع الطرق التي يستخدمها منتجوا النص لتعقب مقاصدهم. واهتم هايمس بالأغراض والأهداف purpose and goals، وجعلها من مكونات الكلام الجوهرية وهي من مكونات التداولية أو غير اللغوية، فكل الأحداث لها أغراض، ويستطيع الأفراض على كل مستوى من مستويات اللغة تسخير النظام لعوامل شخصية أو جماعية أو لمؤثرات فنية.

### التداولية والموقفية
الموقف من العوامل الخارجة عن النص ويعني في دراسة الموقف بتقرير العوامل الاجتماعية التي تكون خلفية المنطوق أو النص، والتي ترتبط بظروف إنتاجه وعدد المشاركين وطبيعة شخصياتهم والمجالات التي يتحدثون فيها وما يصاحب الكلام من أفعال وحركات جسمية.إلخ. ويعرف فيشمان الموقف بأنه الوقوع المتصاحب لمتكلمين أو أكثر يرتبط إحداهما بالآخر ارتباط خاص، ويقيمان بينهما اتصالا حول محور بعينه، في وضع خاص.
وكان مالينوفسكي قد عرض لما أسماه سياق الموقف context of situation وهو محيط الكلام، وكان يرى ضرورة تحديد ما يخرج عن المحيط المباشر، وقد قدم مالينوفسكي فكرتين ضرورتين لفهم النص فهما مناسبا؛ الفكرة الأولى سياق الموقف، والثانية سياق الثقافة، فينبغي أن تفهم كل اللغات في سياقها الموقفي. وقد تبع فيرث مالينوفسكي في عنايته بخلفية اللغة الثقافية، ولكنه وجد أن تصور مالينوفسكي سياق الموقف لم يكن مناسبا تماما لاغراض النظرية اللغوية، فكان فيرث في حاجة إلى مفهوم للسياق يمكن أن يشكل في نظرية لغوية عامة مفهوم أكثر تجريدا من ذلك المفهوم، من أجل ذلك صنع فيرث إطارا لوصف سياق الموقف، وكانت مكونات السياق عنده:
1. المشاركون في الموقف.
2. فعل المشاركين، أي ما يفعلون بما في ذلك الفعل اللفظي والفعل الغير اللفظي.
3. سمات أخرى تناسب الموقف كالأشياء والوقائع المحيطة.
4. تأثيرات الفعل اللفظي أي ما يطرأ من تغييرات ناتجة عما يقوله المشاركون.

وبد ذلك جاء هاليداي الذي أهتم بالموقف من منظور سيميائي اجتماعي، وقد وضح أن اللغة تحيا فقط عندما توظف في محيط بعينه، ويحدد هاليداي عناصر النظرية السيمائية الاجتماعية للغة، بالنص والموقف والتنوع النصي أو السجل، والشفرة، والنظام اللغوي، والبنية الاجتماعية، وهذه العناصر تكون هي الأساس في نظرية اللغة السيميائية الاجتماعية، ويعنينا هنا الموقف. والموقف هو المحيط الذي يولد فيه النص، وقد أكد هاليداى ضرورة عرض الموقف في حدود أكثر تجريدا، وهذا يعني أن الموقف بنية لغوية اجتماعية نظرية. وأيضا هو بنية سيميائية، ويمكن أن تعرض البنية السيميائية لنمط موقفي على أنها مكونة من ثلاثة أبعاد:
- حقل الخطاب field.
- مجرى الخطاب tenor
- صيغة الخطاب mode.

وجاء مورلي واضاف إلى ما تقدم ضلعا رابعا وهذا الضلع هو دور الخطاب role of discourse ويعني به وظيفته الاجتماعية. ويحاول بعض اللغويين التمييز بين الموقف والسياق، فإذا كان الموقف هو مجموعة العوامل الاجتماعية المختلفة، التي تكون خلفية الحدث الإتصالي ومحيطه، فإن السياق كما يرى مورلي فهو مستوى يقع بين الشكل form والموقف situation ويستخدم السياق عنده لجدولة مظاهر الموقف التي تؤثر في الشكل المختار.
ومن ناحية أخرى فقد اتخذ سول الموقف عاملا من عوامل التمييز بين الرسالة المنطوقة والرسالة المكتوبة، ففي الرسالة المنطوقة يشترك المرسل والمستمع في موقف غير لغوي بعينه، وفي الرسالة المكتوبة ينبغي للكاتب أن يخبر القارئ بالموقف، ويؤكد سول على أهمية معرفة الموقف في فهم اللغة المنطوقة، وفي الوقت نفسه يشي إلى أن المحادثات المكتوبة لا تفهم من غير المشاركين فيها.
وبالرغم من هذا التمييز بين الموقف والسياق فأن بعض اللغويون مازال يخلطون بينهما، كما في بحث بنية السياق عند دايك، وأيضا في قائمة السياق التي صنفها إنكست، جمع فيها ما أسماه عناصر السياق النصي وعناصر السياف الخارج عن النص التي هي الموقف.
ومن الأفضل أن نجعل مثل هذا التمييز بين ثلاثة مفاهيم أساسية، هي الموقف، والسياق، والسياق الموقفي. فالموقف يبنى على العوامل الاجتماعية والثقافية والسلوكية التي تصاحب الحدث، أما السياق فيختص بالسياق اللغوي، أما السياق الموقفي فهو مشترك بين كلا النوعين.

### النص الأدبي بوصفه اتصالا
يرى كثير من علماء اللغة أن النص هو حصيلة الكفاءة اللغوية لمؤلف بعينه، وقد عني علم اللغة النصي بتوصيف النص من الناحية الاتصالية، وفي النص الأدبي لا نجد المرسل الذي ينقل رسالته إلى المستقبل نقلا مباشرا كما هي الحال عادة، ولكننا نجد موقفا اتصاليا داخل موقف اتصالي آخر. وأن الاتصال الأدبي يوجه إلى غير معروفيين للمؤلف، وفي النص الأدبي نجد أن هذا النص الذي ينتجه المؤلف على إطلاقه ويقبل اجتماعيا على إطلاقة أيضا.

## تأصيل التداولية عند العرب أو ارهاصات التداولية عند العرب
بدراسة التداولية نجد أن مبادئ التداولية الحديثة حاضر في تراثنا العربي، ولو بمصطلحات مختلفة، وذلك من بداية طلائع الدرس اللغوي، وصولا إلى النقاد والبلاغيين المتأخرين. فإذا بحثنا عن «مبدأ القصدية» لوجدنا له أثرا بينا عند سيبويه. ففي حديثه عن الأفعال التي تقتدي مفعولين، يكشف عن أن التأليف النحوي يخضع في المقام الأول لمراد المتكلم، فمثلا أصل (ظننت) أن يتعدى إلى مفعولين صريحين، نحو ظننت الجو صحوا، أو غير صريحين حيث يكونان في صورة الجملة المصدرية، وذلك عندما يكون قصد المتكلم ومراده أن يبين ما وقر عنده من حال المفعول الأول يقينا أو شكا.
ويتضح ذلك ضمن نظرية الأمام الجرجاني، في إلحاقه الألفاظ للمعاني، وربطهما بمقاصد المتكلمين، وفي حديثه عن ذكر المفعول وحذفه، العائدين إلى مراد المتكلم قال: «فاعلم أن أغراض الناس تختلف في ذكر الأفعال المتعدية، فهم يذكرونها تارة، ومرادهم أن يقتصروا على إثبات المعاني التي اشتفت منها للقاعلين، من غير يتعرضوا لذكر المفعولين.»، ومرة أخرى نجد إنه يذكر القصدية عند المتكلم تحت تسمية «معاني النفس»، ويربطها بغرض الناطق، فقد يوجب تقديما أو تأخيرا، أو حذفا أو ذكرا، أو وصلا أو فصلا.
ومن جهة فإن القصدية ترتبط بالمخاطب أي الطرف المستمع، لا بوصفه طرفا منتجا أساسيا، بل مراعى في العملية التواصلية، لأننا إذ نتكلم لا ننظر إلى الآخرين باعتبارهم طرفا مستهلكا، مفعولا سلبيا بل طرفا فاعلا، وهذا ما أشار إليه سيبويه في باب الإخبار عن الذكر بالنكرة، باعتبار الحال مخاطب، قال:«وإنما حسن الإخبار ههنا- أي عبارة: ما أحد مثلك- عن النكرة حيث أردت أن تنفي أن يكون في مثل حاله شئ فوقه؛ لأن المخاطب قد يحتاج إلى أن تعلمه مثل هذا. ولو قلت. كان الرجل ذاهبا، فليس في هذا شيء تعلمه كان يجهله.»
ولكن في قالب التقعيد لآلة البلاغة، نجده عند الجاحظ كتب لما نقله أبو الأشعث عن الهنود، جاعلا من شروط التواصل الناجح أن يراعي المتكلم مخاطبه، «فلا يكلم سيد الأمة بكلام الأمة، ولا الملوك بكلام السوقة.». ويوضح أيضا أنه ينبغي للمتكلم أن يعرف أقدار المعاني، ويوازن بينهما وبين أقدار السامعين وبين أقدار الحالات، فيجعل لكل طبقة من ذلك كلاما ولكل حالة من ذلك مقاما. فلا عبرة أن يعمد المتكلم إلى ألفاظه، فينتقيها انتقاء، ثم ينظمها على ما يقتضيه أو مخالطته لفنون القول وأضرب الكلام، فلا بد أن ينتقي من ذخيرة التواصل ما كان من الألفاظ سهلا معتادا. وهو ما نص عليه الجاحظ والجرجاني، بل إن السامع هو معيار الكلام أحيانا، ودرجته تتحدد بناء على ردة فعله حياله فبلاغة اللفظ وشرف المعنى والبعد عن الشذوذ كان له التأثير المرغوب في السامع.
كما يرى حازم القرطاجني أن التأثير يعد الغاية في كل موقف، وقد تنتهك بعض خصوصيات الخطاب بقدر ما تحقق الغاية المرجوة، وقد ذكر لذلك الانتهاك نموذجين؛ أولهما استعمال الإقناعات وهي خاصية ملازمة للحجاج في فن الخطابة وفي الشعر، وأما ثانيهما فاستعمال التخييل الذي هو قوام الشعر في مقولات الخطابة، لأن الغرض في القولين واحد وهو "إعمال الحيلة في إلقاء الكلام من النفوس بمحل القبول للتأثر لمقتضاه. وأيضا قد أشار إليها ابن سينا عندما اعتبر أن العرب إنما تقول الشعر لأحد غرضين، أولهما لتؤثر في النفس أمرا من الأمور تهيأ به لفعل أو انفعال، والثاني للعجب، والمقصود به التخييل المستعمل كأحد وسائل تقريب المعنى.
وتعني التداولية أيضا بـ«العقد اللغوي» الذي يجب مراعاته لصالح عملية الخطاب بقصد التأثير؛ فالعقد هو القاسم المشترك بين طرفي الخطاب، انطلاقا من القاموس، أي الألفاظ وتواضعات ارتباطاتها بمدلولاتها وفق سنن الجماعة وصولا إلى قوانين التأليف، وهي قوانين تركيبية محضة، ثم قوانين التأويل وهي ذات مسارات دلالية عالية أبعد من تعيين الملفوظات لمسمياتها في عالم الأشياء.
وقد نبه سيبويه أثناء تقعيده ضاما الأشباه لنظيراتها، إلى المرجعية اللغوية المحكمة الضابطة لكل استعمال، قال عن (ليس ولات) «واما أهل الحجاز فيشبهونها ب (ليس)؛ إذا كان معناها كمعناها، كما شبهوا بها (لات) في بعض المواضع»؛ ومعنى هذا أن مستعمل اللغة في بيئة ما، ومن أجل أن يحقق مقصده من عملية القول، لا بد أن يراعي عرف البيئة التي يوجد فيها، وقد قدم صورا للمقبول من القول مع التعليل، عندما حصر أضرب الكلام في باب (الاستقامة من الكلام والإحالة) فالمحال نحو أتـيتك غدا، أو سأتيك أمس، وما ذلك إلا لعدم اصوليتها في نظام التأليف العربي. فنجد الإشارات إلى المقام وضرورة مطابقة الكلام لملابساته وفي علاقة الموقف بالكلام تتولد فكرة الكفاءة، وقد أشار الجاحظ إلى هذه الفكرة وهو يتحدث عن النوكي عندما لم يستخدم الكلام في الموقف الذي يستدعيه.
ومن أهم الجوانب التي يجب مراعاتها في التحليل التداولي، هو الجانب الغير اللغوي في التخاطب، فإننا نجد الجاحظ يكاد يحوز السبق في الإشارة إليه، عندما ينتبه إلى مختلف الوسائط التعبيرية ودورها في الإفهام والتعبير عن المعنى المراد إيصاله؛ وقد أرجع بيان الدلالة إلى خمسة أنماط أهمها الإشارة والنصبة، ومن أنواع الإشارة؛ الإشارة باليد، والرأس، وبالحاجب، والمنكب إذا تباعد الشخصان، وبالسوط والسيف فيكونا ذلك مانعا رادعا، ويكون وعيدا وتحذيرا، وهي من أدوات البيان التي يستعين بها المتكلم لزيادة الدلالة على معنى قد يقصر عنه الكلام؛ وفي الإشارة بالطرف والحاجب وغير ذلك من الجوارح يوضح بعض الأمور التي يسترها بعض الناس من بعض، وحسن الإشارة باليد والرأس من تمام البيان باللسان.
أما النوع الثاني من أنواع ما قد يؤدي دور الكلام في الدلالة، ما أسماه الجاحظ النصبة، وهي الحال المعبرة عن نفسها من غير واسطة اللفظ، والتي تشير إلى ذاتها بلا يد. ودلالة هنا قائمة من جهة الربط بينها وبين الحال أو النصبة؛ والنصبة قد تضم توسعا واضحا فيما يكون التعبير به عن طريق الربط بين ما يبدو وبين ما هو خاف.
ومن بعد الجاحظ نجد ابن جني الذي وضح أن طريقة الأداء الصوتي في التعبير قد تقوم وحدها في بيان المقصد والغاية مقام الكلام التام، فالصفة المحذوفة في (كان والله رجلا) غامضة، وغموضها الدلالي نابع من وجود الحتمالين مدح أو ذم، ولكان رأى ابن جني أن أداء لفظ اسم الجلالة (الله) يؤدي دور الإفصاح عن معنى المدح، وقد تقوم حركة الوجه مقام الإدلاء والتعبير.
ونلاحظ إن ما كان للأصوليين الفقهاء من فضل في العناية بأطراف العملية التخاطبية أكثر من عناية اللغويين والنحاة والبلاغيين، ولا يعود ذلك إلى قصور هؤلاء عن بلوغ الغاية وبراعة أولئك، بقدر ما يعود إلى اهتمام كل فريق فالنحاة صبوا اهتمامهم على وصف الطريقة الأسلم للقول، أما الأصوليين فكان اهتمامهم في فهم التعبير الشرعي، قرآنا أو حديثا أو سنة عملية أو تقريرية أو إجماعا أو قياسا أو اجتهادا، وذلك لتعلقهم بالأحكام الشرعية، التي تؤثر في حياة الناس. فنجد أنهم اهتموا بأطراف الحكم الشرعي وهي أولا الحاكم وهو الله تعالى، وثانيا الحكم وهو مضمون خطاب الله تعالى للعباد المكلفين، ثالثا المحكوم فيه وهو الشأن المتعلق به الحكم، ورابعا المحكوم عليه وهم المكلفون، مع المراعاة لحال المخاطب ومراعاة سياق الموقف الذي قيل فيه والقصد منه.
وبهذا نجد أن التداولية بمفاهيمها الأساسية كالسياق، وغرض المتكلم، وإفادة السامع، ومراعاة العلاقة بين أطراف الخطاب، ومفهوم الأفعال الكلامية يمكن أن تكون أداة من أدوات قراءة التراث العربي، وأن استخدام المنهج التداولي وتطبيقه في دراسة الظواهر المبنوية التركيبية يساعدنا في إثبات وجود أصول للتداولية في تراثنا العربي.

## موضوع التداوليات
التداوليات مصطلح وضعه في العربية الفيلسوف المغربي طه عبد الرحمن في عام 1970 كمقابل للمصطلح الغربي براغماتيقا، وحدد دلالة التداوليات بأنها: «هي الدراسات التي تختص بوصف -وإن أمكن بتفسير- العلاقات التي تجمع «الدوال» الطبيعية و«مدلولاتها» وبين «الدالين» بها.». فالتداوليات هي العلم الذي يهتم، كما يرى أوزفالد ديكرو، بدراسة «كل ما يتعلق، في معنى قول ما، بالمقام حيث يستعمل القول، وليس فقط بالبنية اللغوية للجملة المستعملة.».
لكنها لا تكتفي بدراسة أثر المقام في الكلام، بل تهتم أيضا بدراسة أثر الكلام نفسه في المقام، مما يكشف أن موضوع التداوليات إنما هو العلاقات المتبادلة بين التعبير اللغوي والتأثير غير اللغوي في سياق التواصل والتخاطب بين مستعملي اللغة أو متداوليها.